# Arenaria catamarcensis
Arenaria catamarcensis är en nejlikväxtart som beskrevs av Ferdinand Albin Pax. Arenaria catamarcensis ingår i släktet narvar, och familjen nejlikväxter. Inga underarter finns listade i Catalogue of Life.